# Payer Margit
Payer Margit, Payer Margit Józsa Franciska (Budapest, 1875. április 28. – Budapest, 1951. december 22.) operaénekesnő.

## Életútja
Payer Béla (Albert) belügyminisztériumi számtiszt és Francisci (Francziszczy) Franciska leányaként született, 1875. május 9-én keresztelték a budapesti alsóvízivárosi plébánián. Énektanulmányait Káldy Gyulánál végezte.
Az 1896–97-es évadban az Operaház ösztöndíjasa, a következő szezontól magánénekese volt. Első szerepe Annuska volt a Bűvös vadászban. Két évtizedes itteni működését mindvégig siker és a közönség szeretete kísérte, s ezalatt mintegy 100 szerepben tűnt fel. 1916-ban nyugdíjba vonult. Halálát áttétes emlőrák és szívgyengeség okozta.

## Fontosabb szerepei
- Erkel Ferenc: Hunyadi László – Hunyadi Mátyás
- Christoph Willibald Gluck: A rászedett kádi – Zelmira
- Engelbert Humperdinck: Jancsi és Juliska – Juliska
- Giacomo Puccini: Bohémélet – Mimì
- Richard Wagner: Tannhäuser – Pásztorfiú
- Rajnai sellő (Rajna kincse)
- Carl Maria von Weber: A bűvös vadász – Annuska